# Gare de Rambervillers
La gare de Rambervillers était une gare ferroviaire française de la ligne de Charmes à Rambervillers, située sur le territoire de la commune de Rambervillers, dans le département des Vosges. 
Gare terminus, de la ligne de Charmes à Rambervillers, et gare intermédiaire de l'ancienne ligne de Mont-sur-Meurthe à Bruyères.

## Situation ferroviaire
Établie à 284 m d'altitude, la gare de Rambervillers était, durant la période d'activité ferroviaire, située au point kilométrique (PK) 27,946 de la ligne de Charmes à Rambervillers (désaffectée) après la gare de Romont. Gare de bifurcation, elle était située au PK 32.663, de la ligne de Mont-sur-Meurthe à Bruyères (fermée).

## Histoire

### Ligne de Charmes à Rambervillers
- Ouverture de la ligne le 16 septembre 1871 ;
- Fermeture de la ligne en 1935 pour le service voyageur ;
- Fermeture de la ligne en 1939 pour la section qui sur laquelle se trouve la gare ;
- La ligne est totalement déposée.

### Ligne de Mont-sur-Meurthe à Bruyères
- Ouverture de la ligne entre Mont-sur-Meurthe et Gerbéviller le 28 octobre 1882 ;
- Ouverture de la ligne complète (extension Rambervillers à Bruyères) le 10 octobre 1902 ;
- Fermeture de la ligne en 1980 pour le service voyageur et en 1988 pour les marchandises ;
- Démontage d'une section des rails sur laquelle se trouve la gare en 1990.

### La gare
Le bâtiment voyageurs existe toujours, il est fermé et désaffecté (en cours de réhabilitation depuis avril 2014), la voie est partiellement déferrée (existe encore de l'ex-passage à niveau de Blanchifontaine / Egger vers Bruyères et à partir de Deinvillers / Magnières ou la voie sert pour des promenades en draisines sur 15 km vers Mont-sur-Meurthe).

### SNCF: Halte ferroviaire de Rambervillers
La SNCF dispose d'une boutique au 8 de la rue Henry Boucher, un service de car TER Lorraine assure les dessertes de la ligne 14 : Lunéville - Rambervillers - Bruyères.